# George Henry Moore
Pour les articles homonymes, voir Moore et George Moore (homonymie).
George Henry Moore, né le 12 octobre 1812 et mort le 7 juillet 1905, connu de manière péjorative sous le nom de Scabby Moore, est un éleveur de moutons et riche propriétaire néo-zélandais. Les différents bâtiments de son ancienne propriété sont classés aux monuments historiques néo-zélandais.

## Biographie
Moore est né à Billown, sur l'île de Man, le 12 octobre 1812. Vers 1830, il émigre en Tasmanie avec son ami Robert Kermode puis travaille à la Mona Vale Station appartenant à William Kermode (le père de Robert). Moore épouse Anne Kermode, la fille du propriétaire. Ils auront quatre enfants, dont deux mourront à un jeune âge. Il fut plus tard le propriétaire de la Glenmark Station au nord de Waipara.

Moore se rend en Nouvelle-Zélande en 1853 pour prospecter des terres. Avec les fonds mis en place par Robert Kermode, il achète de grandes propriétés foncières à North Canterbury (dont Glenmark). À son retour en Tasmanie, une société est créée sous le nom de « Moore and Kermode », avec Moore au poste de directeur et William Moore (son fils), Robert Kermode et le Dr John Lillie (en). Les partenaires achètent également des terres au centre de Canterbury (Wakanui, Rokeby et Longbeach) dans le district d'Ashburton, mais celles-ci ont été à nouveau vendues au milieu des années 1870.

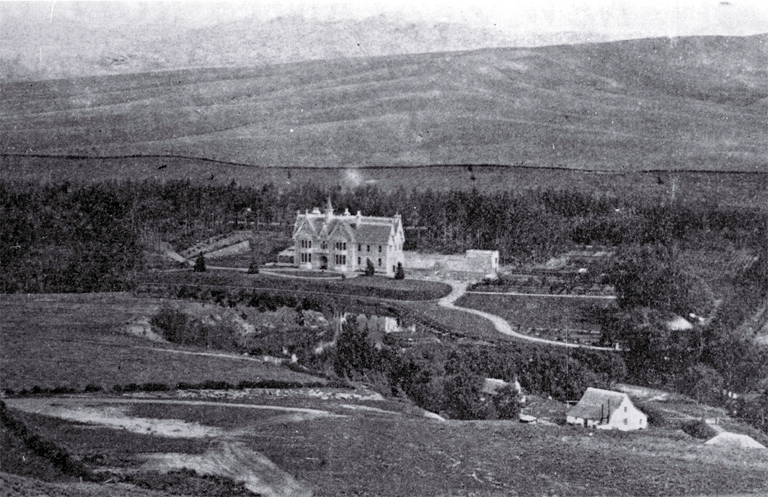
Glenmark mansion vers 1890. Fini de construire en 1888, la demeure est le signe de la richesse de Moore. Le bâtiment sera détruit par un incendie en 1891.

À ses débuts en 1855, la propriété de Moore, Glenmark Station, possède 6 000 mérinos originaire de Tasmanie. Moins de 10 ans plus tard, en 1864, elle en possède 64 000. À son apogée, 90 000 animaux pâturent sur l'immense propriété et fut pendant un certain temps le plus grand parc à moutons de Nouvelle-Zélande,.
Moore a une réputation d'homme d'affaires sans pitié, n'aimant pas la concurrence mais aussi d'un employeur dur et d'un mauvais voisin. Il gagne le surnom de Scabby Moore (scabby signifiant « galeux » en anglais) car ses troupeaux sont régulièrement infectés par la gale (Psoroptes ovis).
En 1891, la demeure de Moore est détruite par un incendie. Il vend alors sa propriété en plusieurs lots et s'installe Christchurch. Il y meurt en 1905, alors aveugle depuis plusieurs années. Avec son héritage, sa fille achète une propriété à Christchurch, qu'elle rebaptise Mona Vale d'après la propriété de sa mère. 

## Glenmark Station
Entre 1983 et 1985, l'Heritage New Zealand classe la propriété aux monuments historiques avec quatre listes distinctes.
Moore a fait construire un manoir, dont la construction a pris sept ans. Il est terminé en 1888, mais il brûle le 23 janvier 1891,. La demeure à un étage avait coûté environ 15 000 £ et les meubles étaient évalués à environ 10 000 £ ; il n'y avait pas d'assurance. Les ruines sont classées en Catégorie II. Les écuries, construites en béton vers 1881, pouvaient abriter jusqu'à 50 chevaux, preuve de la richesse du propriétaire. Les écuries ont une importance technologique considérable (en raison de l'utilisation précoce du béton) et sont classées en Catégorie I. Le Glenmark Station Lodge est répertorié comme un bâtiment de Catégorie II et est toujours utilisé. La Station Manager's House est désaffectée et est enregistrée en Catégorie II.

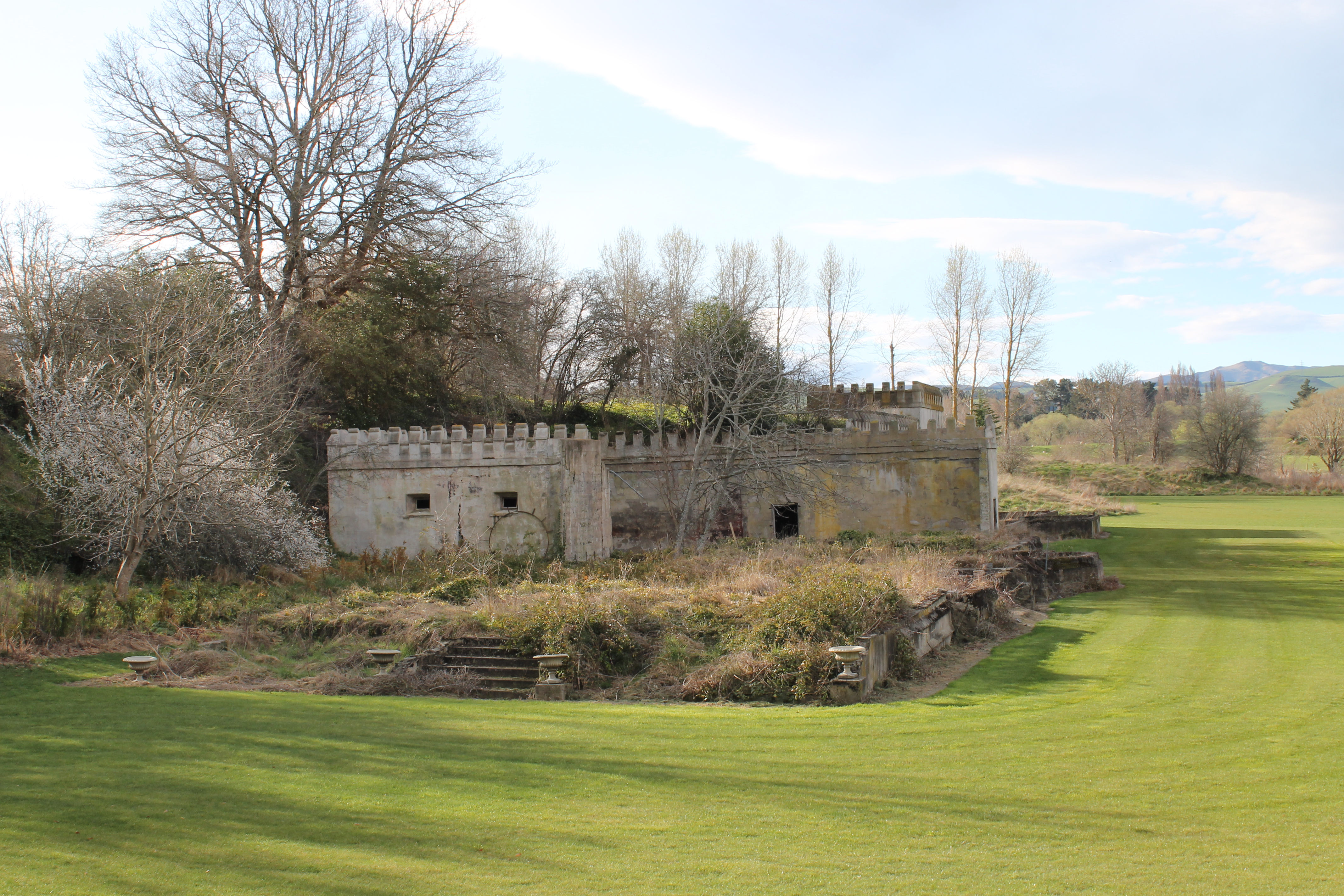
Ruines du manoir, détruit en 1891 par un incendie.
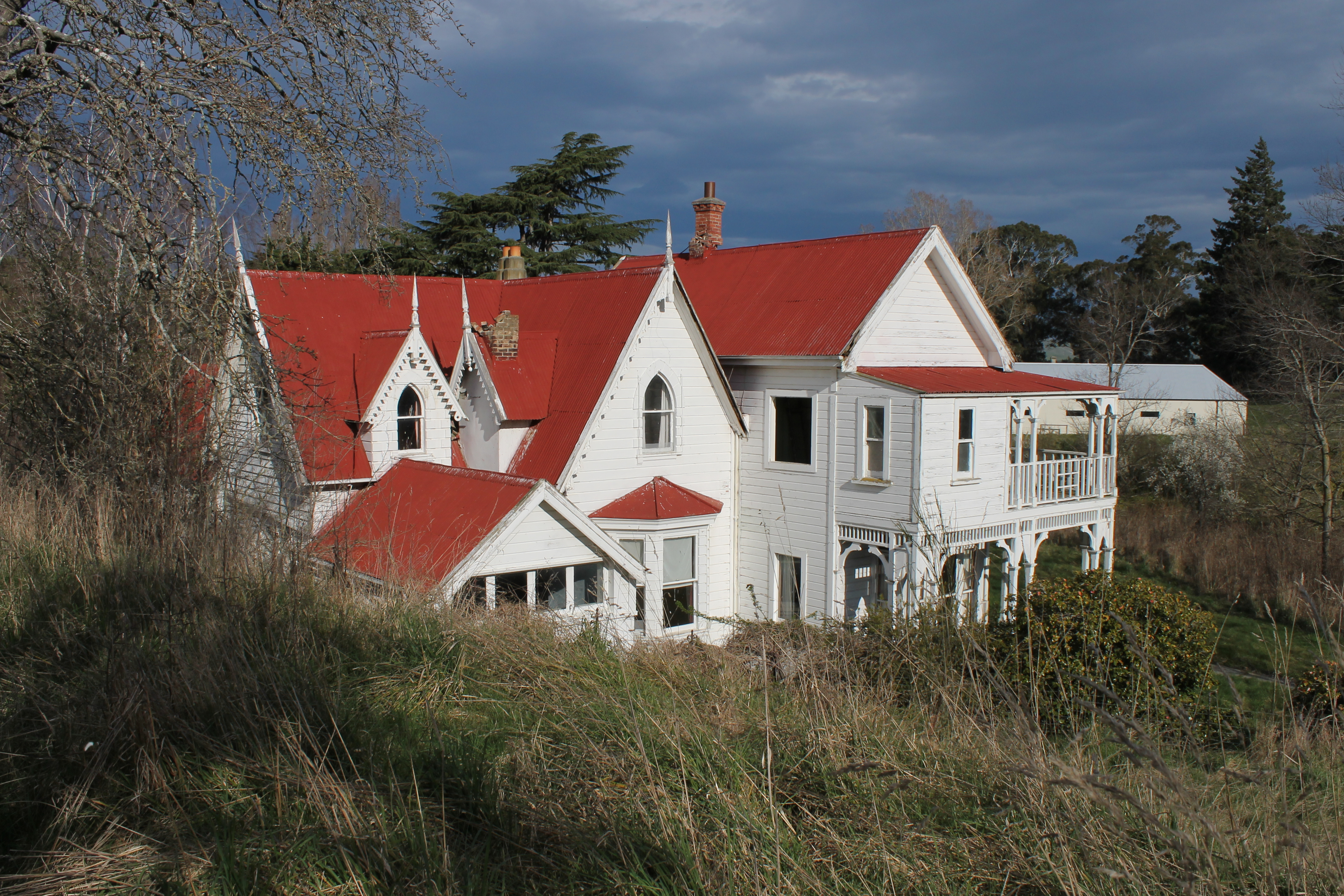
Station Manager's House.
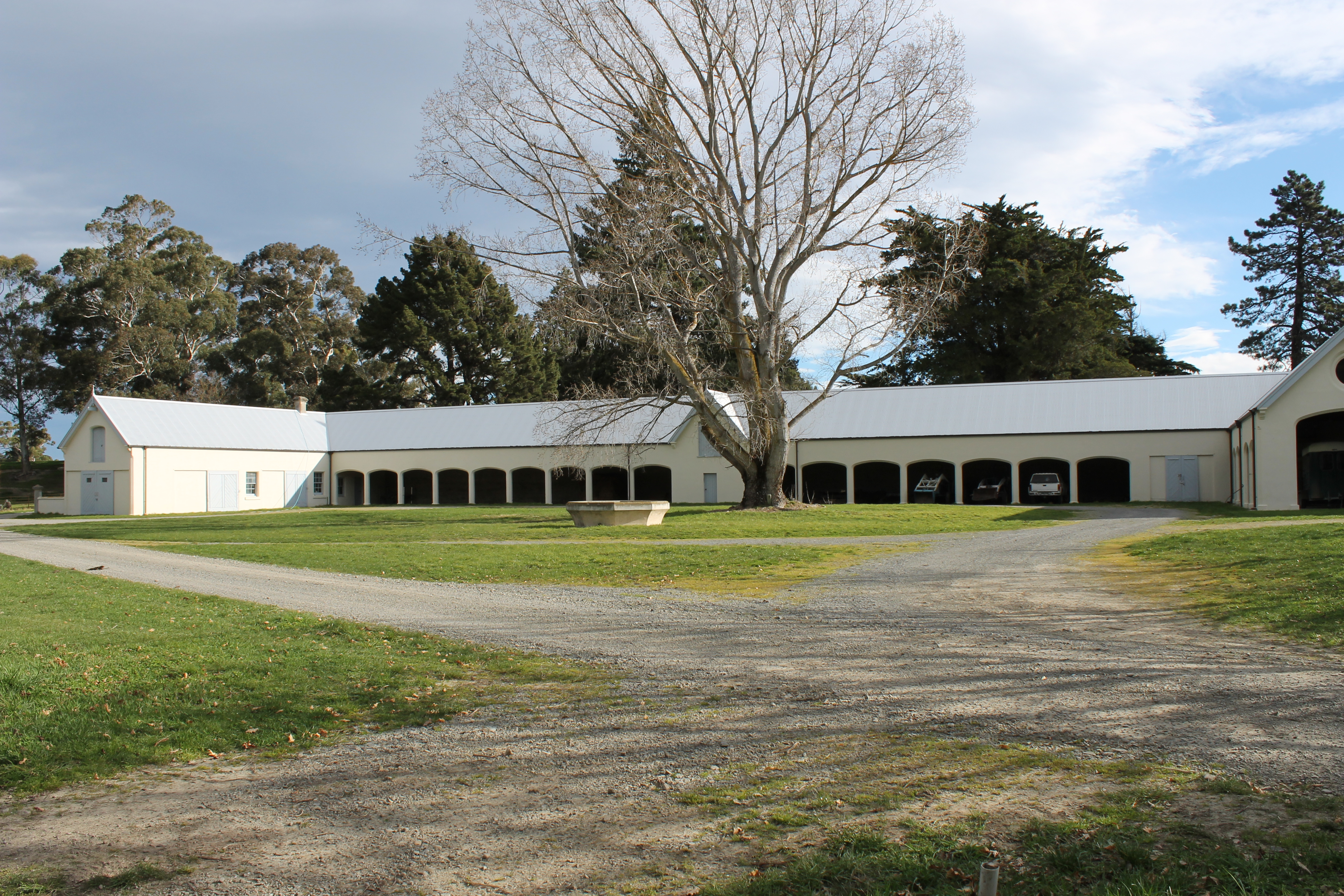
Les écuries de Glenmark Station.
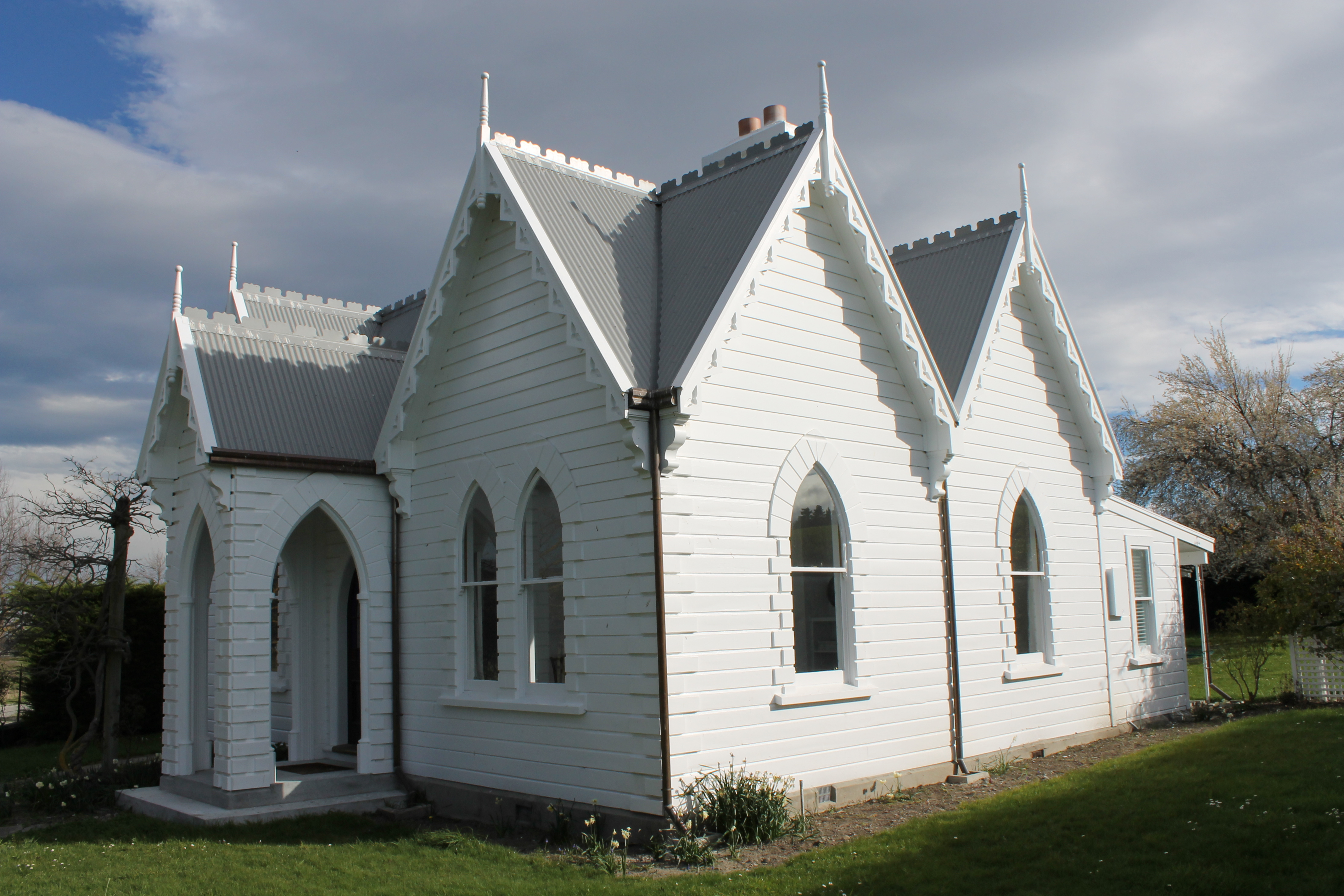
Station Lodge.

## Découverte
En 1871, Julius von Haast décrit les premiers fossiles de l'Aigle géant de Haast (Hieraaetus moorei) qu'il a découvert à Glenmark Station. Il nomme l'animal Harpagornis moorei en l'honneur de George Henry Moore,.